# 加藤泰儔
加藤 泰儔（かとう やすとも）は、江戸時代後期の大名。伊予国新谷藩7代藩主。

## 略歴
6代藩主・加藤泰賢の長男として誕生。
文化7年（1810年）3月10日、父の隠居で跡を継ぐ。藩財政再建のために、倹約や風紀の厳粛を徹底し、税制では定免制を採用した。天保2年（1831年）3月15日、長男の泰理に家督を譲って隠居した。
明治4年（1871年）12月14日に89歳で死去した。